# Tensão sexual

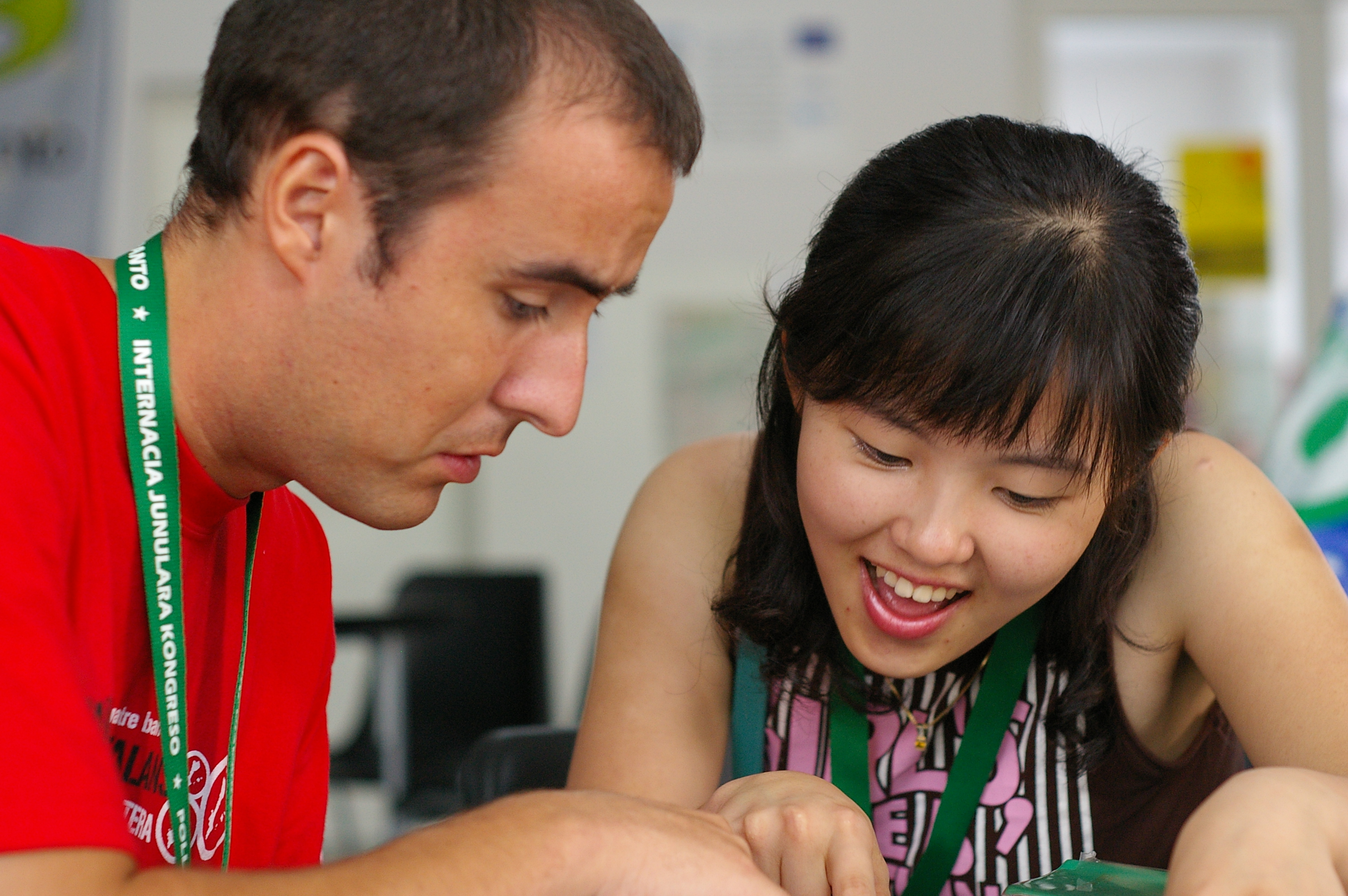
Frequentemente, o convívio entre homem e mulher gera tensão sexual entre ambos.

Tensão sexual é um fenômeno social que ocorre quando duas pessoas interagem e sentem desejo sexual, mas a consumação do ato sexual demora ou nunca acontece.
Um cenário comum é quando duas pessoas têm alguma proximidade, sendo por exemplo colegas de trabalho ou amigos, mas acabam não fazendo sexo para evitar constrangimento. Outro cenário comum é quando a atração de duas pessoas é apenas física, sem nenhuma atração emocional. Também pode acontecer de duas pessoas que já tiveram relações sexuais e ainda sentem atração uma pela outra, mas não querem fazer sexo novamente por receio dos efeitos que teria sobre suas atuais situações sociais (como uma delas ter um relacionamento com uma outra pessoa). Também pode acontecer em situações onde duas pessoas têm uma relação sem contato físico, como em um relacionamento à distância.
Tensão sexual geralmente ocorre entre conhecidos quando a relação é próxima e às vezes até mesmo dada a flertes, ainda que as duas pessoas envolvidas neguem categoricamente seus sentimentos um pelo outro para si mesmos e para outras pessoas. No entanto, pode ser bastante óbvio, para outros amigos/colegas de trabalho, que tal tensão está presente entre as duas pessoas. Há quem diga que, sempre que as pessoas não resistem à tensão sexual e acabam fazendo sexo, a relação pode ficar complicada e constrangedora se nenhum tipo de relacionamento amoroso estável se formar, uma vez que a relação que havia antes de fazerem sexo tornou-se, de certo modo, inválida.

## Na ficção
A tensão sexual é um tema comum em trabalhos de ficção. Um exemplo notável é a tensão sexual entre Emma Swan e Regina Mills, da série Once Upon a Time da emissora americana ABC. Esse desejo geralmente é sugerido por sinais de intimidade; por exemplo, quando duas pessoas ou personagens estão sozinhas e bem perto uma da outra (ou até mesmo tendo algum contato físico), ainda que o desejo não seja expressado. Outro uso comum é para que os personagens desenvolvam um interesse um pelo outro durante o enredo, e se esse recurso for bem utilizado, o público perceberá a atração latente.